# JEF United Čiba
JEF United Čiba (japonsky ジェフユナイテッド千葉) je japonský fotbalový klub z měst Ičihara a Čiba hrající v J2 League. Klub byl založen v roce 1946 pod názvem Furukawa Electric SC. Když roku 1992 vznikla profesionální J.League, klub se přejmenoval na JEF United Ičihara (od sezony 2005 jen JEF United Čiba). Svá domácí utkání hraje na Fukuda Denshi Arena.

## Úspěchy
- Liga mistrů AFC: 1986
- J.League Cup: 2005, 2006
- Císařský pohár: 1960, 1961, 1964, 1976

## Významní hráči
- Eisuke Nakaniši
- Šódži Džó
- Júki Abe
- Takajuki Suzuki
- Seiičiró Maki
- Kazujuki Toda
- Takajuki Morimoto
- Mark Milligan
- Mario Haas
- Ilian Stojanov
- Ivan Hašek
- Pierre Littbarski
- Frank Ordenewitz
- Wynton Rufer
- Gabriel Popescu
- Nenad Đorđević
- Ľubomír Moravčík
- Željko Milinovič
- Nejc Pečnik
- Pavel Řehák